# Partit Federalista Europeu de Catalunya
El Partit Federalista Europeu de Catalunya (PFEC) fou un partit polític fundat pel nordcatalà Gilbert Grau el 1975 en el si del Partit Federalista Europeu als congressos de Ginebra i Verona com a representant del conjunt dels Països Catalans. Propugnava la reunificació dels cinc Països Catalans i llur independència en el marc d'una Europa Federal. Editava la publicació Tramuntana.